# Valhermoso
Valhermoso là một đô thị trong tỉnh Guadalajara, Castile-La Mancha, Tây Ban Nha. Theo điều tra dân số 2004 census (INE), the municipality had a population of 45 người.